# Ny Vor Frue Kirke (Vor Frue)
Ny Vor Frue Kirke ligger i Vor Frue i Roskilde Kommune.

## Historie
Kirkens arkitekt var Professor Hans J. Holm.

## Kirkebygningen
- Fra syd
- Fra vest
- Spir

## Eksterne kilder og henvisninger
- Vor Frue Kirke hos KortTilKirken.dk